# W Pegasi
W Pegasi är en pulserande variabel av Mira Ceti-typ i stjärnbilden Pegasus. 
Stjärnan varierar mellan magnitud +7,6 och 13 med en period av 345,5 dygn.